# 等待夏天
《等待夏天》是日本漫畫家亚鸟硅子（あとり硅子）的短篇漫畫集。原作於1996年由新書館出版，ISBN 4-403-61406-X。中文版於2000年由東立出版，ISBN 957-34-8908-2。

## 篇名
- 等待夏天
- seagreen
- 英雄
- 無法入眠的夜晚
- 月夜的櫻桃男孩
- 幸運的快樂男孩！
- 四谷澁谷入谷雜司古！（四格短篇）

## 內容簡介
《等待夏天》開頭以阿稔隔了十年奉母命回故鄉，但一直想不起來為什麼十年間不想回去的原因，原因竟然只是表哥克也的一句話。
《seagreen》有著少女漫畫典型的亮晶晶碎片、泡沫和花朵背景，但卻不會給人繁雜的感覺，很細膩的作品。
《英雄》是有一點異類的作品，只有15頁的短篇就出現了鎮靜劑、自殺與挖墳墓劇情。
《無法入眠的夜晚》與《月夜的櫻桃男孩》是以看得到聽不見的日比野可蓮，和聽得到看不見的藥師丸靈異二人組，所產生的兩篇喜劇。